# Abbaye de Flines
L'abbaye de Flines était une abbaye cistercienne située sur le territoire de la commune de Flines-lez-Raches, dans le département du Nord et qui fut fondée en 1234 par Marguerite de Constantinople, comtesse de Flandre et de Hainaut.

## Origine
- Fondée par Marguerite de Constantinople, comtesse de Flandre vers 1234 près d'Orchies, au lieu-dit Notre-Dame d'Honneur, elle fut transférée à Flines en 1251. Marguerite de Constantinople fut inhumée au milieu du chœur.
- Le 5 juin 1279, consécration par l'évêque de Reims, Pierre.
- Elle fut le lieu de sépulture de plusieurs comtes de Flandre de la dynastie de Dampierre.
- L'abbaye est démolie à la Révolution française : les derniers vestiges ont disparu au milieu du XIXe siècle.

### Création
1234 : Marguerite de Constantinople, future comtesse de Flandre, fonde près d'Orchies, dans le diocèse de Tournai, l'abbaye féminine de l'Honneur-Notre-Dame.                                                          
Octobre  1251 : la comtesse décide le transfert de la communauté à Flines, dans le diocèse d'Arras.
1257 : les bâtiments édifiés le long du courant de l’Hôpital sont complètement évacués.
1279 : consécration de l'église abbatiale et des onze autels. Les bâtiments agricoles et les locaux destinés à l'accueil  provisoire des religieuses sont achevés. 
10 février 1280 : mort de la comtesse Marguerite, âgée de 78 ans.
16 février 1280 : elle est inhumée à Flines, au milieu du chœur des Dames. Le comte Guillaume de Dampierre, son époux, trouvera sépulture dans l'une des chapelles du pourtour du chœur, puis son fils, le comte Guy en 1305. 
1296 : construction d'une chapelle qui jouxte l'infirmerie. Une cuisine sera ajoutée à la fin du XIIIe siècle.
1280 : la guerre a repris entre les Flamands et le roi de France. Philippe le Bel anéantit toute résistance, annexe presque toute la Flandre de langue française. Il sème la désolation : l’abbaye paie un lourd tribut en 1297.
1302 : lors de la bataille de Mons-en-Pévèle où s'affrontent Français et Flamands, l'abbaye est une nouvelle fois dévastée.
Jeanne d'Avesnes (1276-1304) fait construire le chapitre.
Gertrude de La Thieuloye (1309-1323) édifie le dortoir et le réfectoire.
Début XIVe siècle : la dotation du monastère est complète.
XIVe siècle : l'abbaye occupe avec ses cours, jardins et dépendances, une superficie de 14  hectares.

### Transformations
Sous la prélature de Jeanne de Boubais (1507-1533) sont érigés les cloîtres, les parloirs, les chambres des hôtes, la cuisine et une infirmerie. Les tombeaux de l’église  sont renouvelés : le comte Guy reçoit une nouvelle sépulture. La clôture entre le chœur des prêtres et le couvent est réalisée, ainsi que le mur  d’enceinte. L’église, trois nefs avec transept et cinq chapelles (longueur : 222 pieds, largeur : 105 pieds), est édifiée en grès du pays. Elle possédera jusqu’au XVIIIe siècle son clocher en bois sur la croisée de l’édifice. Elle est considérée comme l’une des plus belles abbatiales des Pays-Bas pour les communautés de femmes.
Jacqueline de Lalaing (1533-1561) reconstruit dans de vastes proportions le palais abbatial et le quartier des hôtes.

### Reconstructions
Sous Ernestine Obert (1691-1695), l’église est remaniée dans le «goût moderne ». Le gothique est remplacé par le plein-cintre. Les peintures murales sont recouvertes. Les verrières colorées font place à des vitraux transparents. La galerie intérieure et le plafond en bois sont supprimés au profit d’une voûte.
Une tour monumentale est édifiée sur la croisée du transept et remplace le clocher en charpente qui était conforme à la règle de Cîteaux. Une autre plus modeste est construite sur la façade occidentale.
Les mausolées connaissent quelques transformations : ceux de la comtesse et de sa fille restent dans le chœur. Les tombeaux des évêques de Liège et de Cambrai, situés autrefois en avant de l’autel principal, sont relégués dans l’une des chapelles absidiales.
Placide Ricart (1696-1731) remanie le réfectoire et le dortoir. Les travaux de l’infirmerie démarrent. Les quelque dix fermes qui ont souffert de la guerre de Succession d’Espagne sont reconstruites. Un calvaire est édifié dans l’enclos.
Isabelle de Gomicourt (1731-1738) inaugure l’infirmerie et le calvaire.
Ernestine de Thiennes de Rumbecke (1739-1757) achève cette période de reconstruction avec le palais abbatial et sa drève pavée, ainsi que le quartier des hôtes.

### Démolition de l'abbaye
9 mars 1794 : le général Drut réclame la démolition des bâtiments qui pourraient servir de place-forte aux Autrichiens tout proches.
1795 à 1798 : litige entre les adjudicataires, le directoire et le tribunal sur la validité de la vente de l’église.
22 février 1805 : le maire de Flines qui a posté des gardes sur le site pour empêcher la démolition de l’église abbatiale, informe le sous-préfet des mesures qu’il a prises.
19 mars 1805 : le bureau des Domaines confirme au sous-préfet le droit de démolir l’église et demande au maire de ne plus y faire obstacle.
27 décembre 1830 : la démolition n’est pas encore achevée, car un bâtiment comptant 17 portes et fenêtres, 2 portails est recensé.

## Liste des abbesses
- 1234-1242 : Ogine
- 1242-1256 : Ode de Maigny
- 1256-1261 : Alix de Brune
- 1261-12?? : sainte Himanie von Hochstaden ou Imaine, abbesse durant les trois dernières années de son existence jusqu'en 1270; elle fut précédemment abbesse de l'Abbaye de Salzinnes[1] (sœur de l'archevêque Conrad Ier de Cologne)
- 12??-1285 : Jeanne I de Wavrin
- 1285-1304 : Jeanne II d’Avesnes de Hainaut (fille de Jean Ier d'Avesnes et d'Adélaïde de Hollande)
- 1304-1309 : Marguerite I de Châteauvillain
- 1309-1323 : Gertrude de La Thieuloye
- 1323-1356 : Gillette I de Lalaing
- 1356-1357 : Isabelle d’Engien (fille de Gautier III d'Enghien (1302-1345) et de Isabelle de Brienne); résigne sa charge.
- 1357-1360 : Pétronille de Soissons de Blangis
- 1360-1363 : Catherine de Courtray
- 1363-1387 : Gillette II de Lalaing
- 1387-1392 : Marie I d’Oisy
- 1392-1418 : Marie II de Marquette
- 1418-1419 : Jeanne III de Lalaing
- 1419-1436 : Marguerite II de Rasse
- 1436-1451 : Elisabeth
- 1451-1482 : Catherine II de Saint-Génois
- 1482-1492 : Marie III du Jardin
- 1492-1507 : Marie IV de Wye
- 1507-1533 : Jeanne IV de Boubais
- 1534-1561 : Jacqueline de Lalaing
- 1561-1570 : Philippine I Harpin de Torque
- 1570-1609 : Gabrielle d’Esne de Béthencourt
- 1631-1631 : Catherine III de Coupigny
- 1631-1636 : Marguerite III des Pierres
- 1636-1654 : Catherine IV Trigaut
- 1654-1673 : Philippine II de Robbes
- 1673-1690 : Ursule Becq
- 1690-1695 : Ernestine I Obert (abbesse du 26 juin 1691 à son décès le 2 septembre 1695, inhumée dans l'abbaye[2])
- 1696-1731 : Placide Ricart
- 1731-1738 : Isabelle de Gomicourt
- 1738-1757 : Ernestine II de Thiennes de Rumbecke
- 1757-1776 : Sophie de Berchiny
- 1776-1784 : Bathilde de Sainte-Aldegonde
- 1784-1791 : Claire-Sabine du Chastel de La Howarderie

Source : Gallia Christiana

## Personnalité de l'abbaye
Florence de Verquigneul (1559-1638),  quitta l'abbaye en 1599 et créa une congrégation inspirée de l'Ordre de Saint-Benoît : les bénédictines réformées de Paix Notre-Dame.

## Hydrologie
- La Scarpe

## Censes
Des censes (fermes) de l'abbaye existent encore à Faumont, Nomain, Coutiches, Cantin, Lambersart et Howardries (Belgique).

## Cartulaire du duc de Croÿ
(en Cartouche)
Il s'agit de peintures topographiques à la demande du duc de Croÿ
- Généralités

1. Date : probablement 1603
2. Saison :
3. Cartouche : Abbaye de Fleines
4. Orientation de la vue : prise du sud, chemin venant d'Anhiers.

- Premier plan : à droite devant la Mer de Flines des bâtiments groupés dont celui de l'angle gauche est une taverne,

1. Chemin : menant vers un pont d'accès par un portail à l'abbaye
2. Personnages : 2 piétons et quelques animaux

- Deuxième plan : À gauche un petit ruisseau La Râche fait tourner un moulin puis se dirige vers l'enceinte close de l'abbaye
- Troisième plan : Abbaye à 3 flèches de charpentes

## Sources et bibliographie
Monseigneur Hautcœurchancelier de l'Université catholique de Lille est, par excellence, l'historien de l'abbaye de Fines.
- Mgr Hautcœur, Notice sur l'abbaye de Flines, Lille, Béague, 1868. In-8°, 45 p.
- Mgr Hautcœur, Documents sur la réforme introduite à l'abbaye de Flines en 1506, Louvain, Peeters, 1872, In-8° 52 p.
- Mgr Hautcœur, Cartulaire de l'abbaye de Flines, Lille, Quarré, 1873, In-8°, XVI -1031 p., 17 pl. (lire en ligne)
- Mgr Hautcœur, Histoire de l'abbaye de Flines, Lille, Quarré, 1874 In-8°, Xi -523 p., 12 pl. 1 plan, 2 grav. 4 portraits (ouvrage à auquel la société des sciences de Lille, a décerné le prix Wicar). (lire en ligne)
- Monique Heddebaut, articles publiés dans la revue « Pays de Pévèle ».